# دوربین جعبه آشیانه‌ای

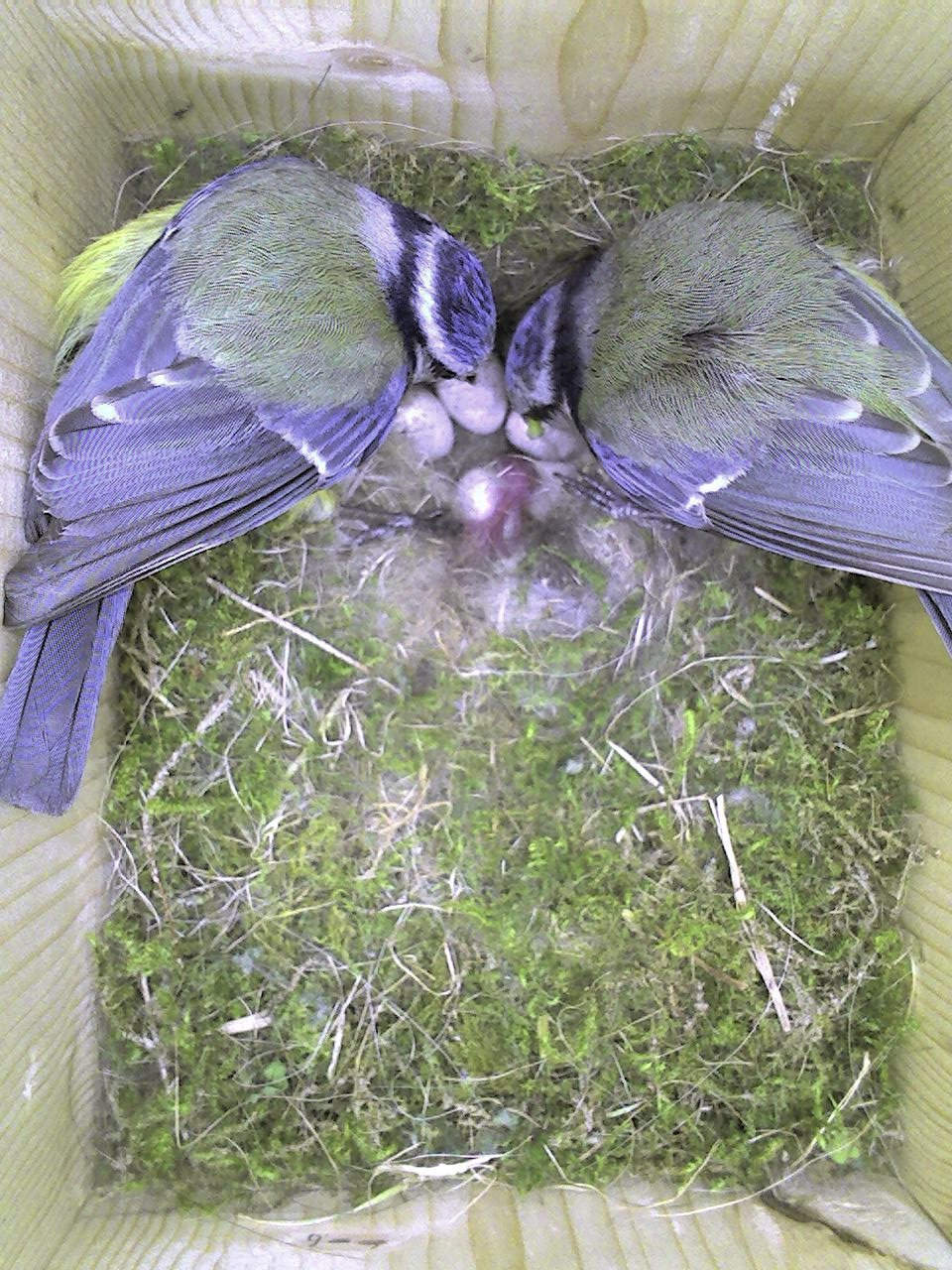
تصویری از لانه چرخ‌ریسک سرآبی از دوربین جعبه آشیانه‌ای

دوربین جعبه آشیانه‌ای (به انگلیسی: Nest box camera)، که همچنین با عنوان دوربین جعبه پرنده (Bird box camera) شناخته می‌شود، یک دستگاه عکاسی است که در درون یک جعبه آشیانه‌ای برای پایش ساکنان آن نصب می‌شود. بسیاری از وبگاه‌های اینترنتی جریان‌های ویدئویی و تصاویر ثابتی از پرندگان دارای آشیانه را در زمان واقعی پخش می‌کنند.